# 太子慕魄經
《太子慕魄經》，為佛教本生故事。記載釋迦牟尼佛過去世於波羅奈國作慕魄太子時（又曰沐魄）在十三歲時沈默不言，以謹守口業的故事。該經收錄於大正藏本緣部第3冊的167部，乾隆藏大乘五大部外重譯經第39冊，另於嘉興藏、高麗藏、永樂南藏、永樂北藏、開寶藏、至元錄、崇寧藏等經藏皆有收錄此經典。

## 版本
大藏經收錄兩種版本的《太子慕魄經》：
- 《太子慕魄經》，開元釋教錄題安世高譯，但應為西晉僧竺法護所譯[7][8]。
- 《太子沐魄經》，開元釋教錄題竺法護譯，但應為康僧會譯，是抄自《六度集經·戒度無極章·太子慕魄經》的別生經[9]。

## 內容概要
當時釋迦牟尼佛在舍衛國（古印度國家之一）的祗園精舍（又稱祇洹阿難邠坻阿藍），向眾比丘宣說釋迦牟尼佛的過去生。

### 沈默太子
釋迦牟尼佛在過去世中為波羅奈國的太子，名曰慕魄，自出生以來不僅面貌端正且智慧過人，並能通曉自己過去宿世以來的種種善惡因果、罪業福報等事，而在祂十三歲那年，忽然閉口不言如聾盲之人一般，國王只有一個兒子，舉國人民都很愛載這位未來將繼承王位的太子，但太子卻像是聾盲人士，雖然有眼睛和耳朵，卻像看不見、聽不到一樣，雖然智慧過人卻什麼都不聞不問。國王見到太子這樣非常的憂慮，於是找來了國內的婆羅門（古印度之貴族祭司）們詢問：「太子為什麼不說話了？」，婆羅門認這是危害國家的不祥之兆，建議國王遺棄太子並將他活埋，才可保全國王及國家，然後再生一位貴子，否則，國王和國家都將會陷於危難之中！國王聽信了婆羅門建議，心中非常的憂愁，坐立難安、食不知味，只好與長者、大臣們共同商議這件為難的事，有人建議將太子棄於深山無人之處，有人建議應當投入深水之中，後來有一位臣子建議：「可以挖一個地室，將裡頭裝修成居室的模樣，並給予糧食及五位僕人照顧太子起居，而後就聽天由命吧！」國王聽從了這個建議，併派人著手後續的工作，太子的母后知道消息後非常的悲痛，但也不得已，只得派人將太子的衣服、瓔珞、珠寶等等日常用品送往地室。
當時地室尚未完成，慕魄在車上獨自思維，父王與臣民們都以為我真的成了聾啞不語之人，卻不知我之所以不說話，正是想要捨離世緣、安身避惱，但如今反被奸人所害，於是便獨自將衣服、珠寶等物取走至河邊沐浴梳理，並以香塗身、著乾淨之衣物、佩戴珠寶到地室旁向僕人問道：「你們為何建造這個地室呢？」僕人便將慕魄太子聾啞之事及婆羅門建議國王等經過告知太子，慕魄太子當下澄清自己就是慕魄太子，眾人非常的驚訝，回到太子車上也不見慕魄本人，然後仔細觀察，眼前的「太子」神情、談吐、舉止等相當的吉祥，僕人們頓時驚覺到自己差點犯下大錯，便伏地乞求太子赦免他們的罪，並請太子返回皇宮，但太子不肯，僕人便快馬回宮報告，國王得知後悲喜交加，便立刻駕車與王后一同前往迎接太子。
慕魄太子看到國王和王后親自蒞臨，便起身迎接，國王看到太子語言音聲種種威儀，感到非常的開心，便請太子回國管理朝政，自己則願意退居後位。慕魄馬上拒絕了國王的好意，並說明為何閉口不言的原因。

### 宿世因果
慕魄太子說道，在過去世中他曾經也是一名國王，名叫須念，以正法治國並奉行諸善，25年來沒有官司訴訟也沒打仗，牢獄中從來沒有關過人，常常布施惠於民、救濟貧苦。雖然有此善行，但還是因為疏忽犯錯，死後墮到地獄6萬多年之久，求死不得，求生不能，非常的痛苦！而當時所犯何罪？
那時很多諸小國王都依附該國，因為須念王生性仁慈，強調以德治國，法令不嚴明，各小國便覺得須念王軟弱，而聯合起兵攻打該國，須念王則以大批的珍奇財寶或是重官厚祿安撫諸小國，但只換來了短暫的和平。過沒多久，各小國變本加厲，再次興兵來犯，大臣們向須念王建議應當發兵除害，而須念王不忍出兵攻伐各國，認為應該要漸漸的去教化他們，但是後來大臣們依然私自舉兵討伐諸小國，而造成了百姓們的生靈塗炭。當時須念王聽到百姓遇害的消息，非常的難過淚如雨下，便在宮中穿起了喪服，為諸國死亡的人民哀弔。消息傳開後，諸小國王聽到須念王如此的慈悲人民，非常的感動，都紛紛前來歸順。來歸順者，須念王都會設宴招待，針對大官，需要烹殺牛羊六畜來招待，在烹宰之時，有先跟須念王報告，大王雖然心懷慈悲，但事不得已，仍然點頭應可，因為這樣的關係造下了罪業，死後墮入了地獄。所以每當慕魄太子一想起這樣的過往都會心寒胆裂、冷汗直流。
慕魄太子之所以沈默不語，是因為害怕過去世的吉凶、安危、成敗會再次重演，所以希望不問俗事，遠離塵垢，但是不希望國王因為埋了太子而造罪墮入地獄，所以才又開口說話。然後太子變向國王表達不願意繼承王位，希望遠離世間煩惱塵垢，精勤學佛修行的堅定決心。最後慕魄太子得到國王的嘉許，精進修持，最後終成佛道。
而當時的國王就是淨飯王（又稱閱頭檀
），王后即為摩耶夫人，建議活埋太子的婆羅門即為提婆達多，五位僕人即為釋迦牟尼佛的五位弟子五比丘。最後釋迦牟尼佛勉勵大眾，不犯戒律修行雖苦，但勝於墮落在三惡道、八難處，而犯了戒，墮落在三惡道中，即便之後得脫為人，但是貧苦、身份低下。所以一定要持戒嚴謹，諸惡莫作，眾善奉行。

## 外部連結
- 佛典故事 墓魄太子（页面存档备份，存于）
- 乾隆藏 佛說太子沐魄經（页面存档备份，存于）
- 佛說太子慕魄經（页面存档备份，存于）